# Championnats de Libye de cyclisme sur route
Les championnats de Libye de cyclisme sur route sont les championnats nationaux de cyclisme sur route organisés par la Fédération Libyenne de cyclisme.

## Hommes

### Podiums de la course en ligne
| Année | Vainqueur          | Deuxième               | Troisième              |
| ----- | ------------------ | ---------------------- | ---------------------- |
| 2007  | Fethi Ahmed Atunsi | Ali Seghdewirl         | Ahmed Mohammed Ali     |
| 2008  | Fethi Ahmed Atunsi | Ali Seghdewirl         | Ahmed Mohammed Ali     |
| 2009  | Amine Al Kilani    | Ahmed Youssef Belkacem | Wail Al Ganduz         |
| 2010  | Fathi Al Tayeb     | Ahmed Mohammed Ali     | Ahmed Youssef Belkacem |

### Podiums du contre-la-montre
| Année | Vainqueur          | Deuxième               | Troisième                    |
| ----- | ------------------ | ---------------------- | ---------------------------- |
| 2007  | Fethi Ahmed Atunsi | Ali Seghdewirl         | Abdelnasser Al Mehdi Khalifa |
| 2008  | Fethi Ahmed Atunsi | Ali Seghdewirl         | Abdelnasser Al Mehdi Khalifa |
| 2009  | Fethi Ahmed Atunsi | Ahmed Youssef Belkacem | Morad Al Jabri               |

## Hommes Juniors

### Podiums de la course en ligne
| Année | Vainqueur        | Deuxième            | Troisième      |
| ----- | ---------------- | ------------------- | -------------- |
| 2009  | Abduraouf Zamzam | Zahreddin Al Ghanai | Hussein Mahmud |
| 2010  | Anis Al Quendoz  | Zahreddin Al Ghanai |                |